# Baiyunshan Shuiku
Baiyunshan Shuiku är en reservoar i Kina. Den ligger i provinsen Jiangxi, i den sydöstra delen av landet, omkring 220 kilometer söder om provinshuvudstaden Nanchang. Baiyunshan Shuiku ligger 182 meter över havet. I omgivningarna runt Baiyunshan Shuiku växer i huvudsak blandskog.
Genomsnittlig årsnederbörd är 1 988 millimeter. Den regnigaste månaden är maj, med i genomsnitt 312 mm nederbörd, och den torraste är oktober, med 25 mm nederbörd.